# Fibra elástica
As fibras elásticas são formadas pela proteína elastina e por microfibrilhas de fibrilhina. São responsáveis pela elasticidade do tecido, prendendo a pele aos músculos subjacentes, por exemplo, nos pulmões e parede dos vasos sanguíneos.
Existem três tipos de fibras elásticas: as fibras oxitalânicas, as fibras elaunínicas e as fibras elásticas maduras, sendo cada uma delas uma fase distinta da elastogénese (formação de fibras elásticas). As fibras oxitalânicas são as precursoras do fenómeno de elastogénese. São formadas por microfibrilas de fibrilina que são secretadas por fibroblastos existentes no meio extra-celular e que se dispõem paralelamente entre si. Posteriormente a elastina presente no meio extra celular, vai aderindo-se as microfibrilas formando assim as fibras elaunínicas.
A elastina vai-se acumulando, formando fibras mais espessas, que são as fibras elásticas maduras. A quantidade dos três tipos de fibras varia nos diferentes tecidos e parece depender da função e do processo de envelhecimento
Na derme, quando puxamos a pele e depois a soltamos, são as fibras elásticas as responsáveis por devolver à pele sua forma inicial. O rompimento dessas fibras na pele resultam no aparecimento das estrias.